# ازدواج با شب
« ازدواج با شب» (به انگلیسی: Marry the Night) یک آهنگ توسط خواننده پاپ آمریکایی لیدی گاگا است. این آهنگ، به عنوان پنجم سینگل از دومین آلبوم استودیویی گاگا یعنی این‌گونه زاده شده‌ام در تاریخ ۱۵ نوامبر ۲۰۱۱ منتشر شد.
درباره علت نام این اهنگ لیدی گاگا معتقد بود که شب هم همانند او تنهاست، پس با شب ازدواج خواهد کرد